# Tangelo

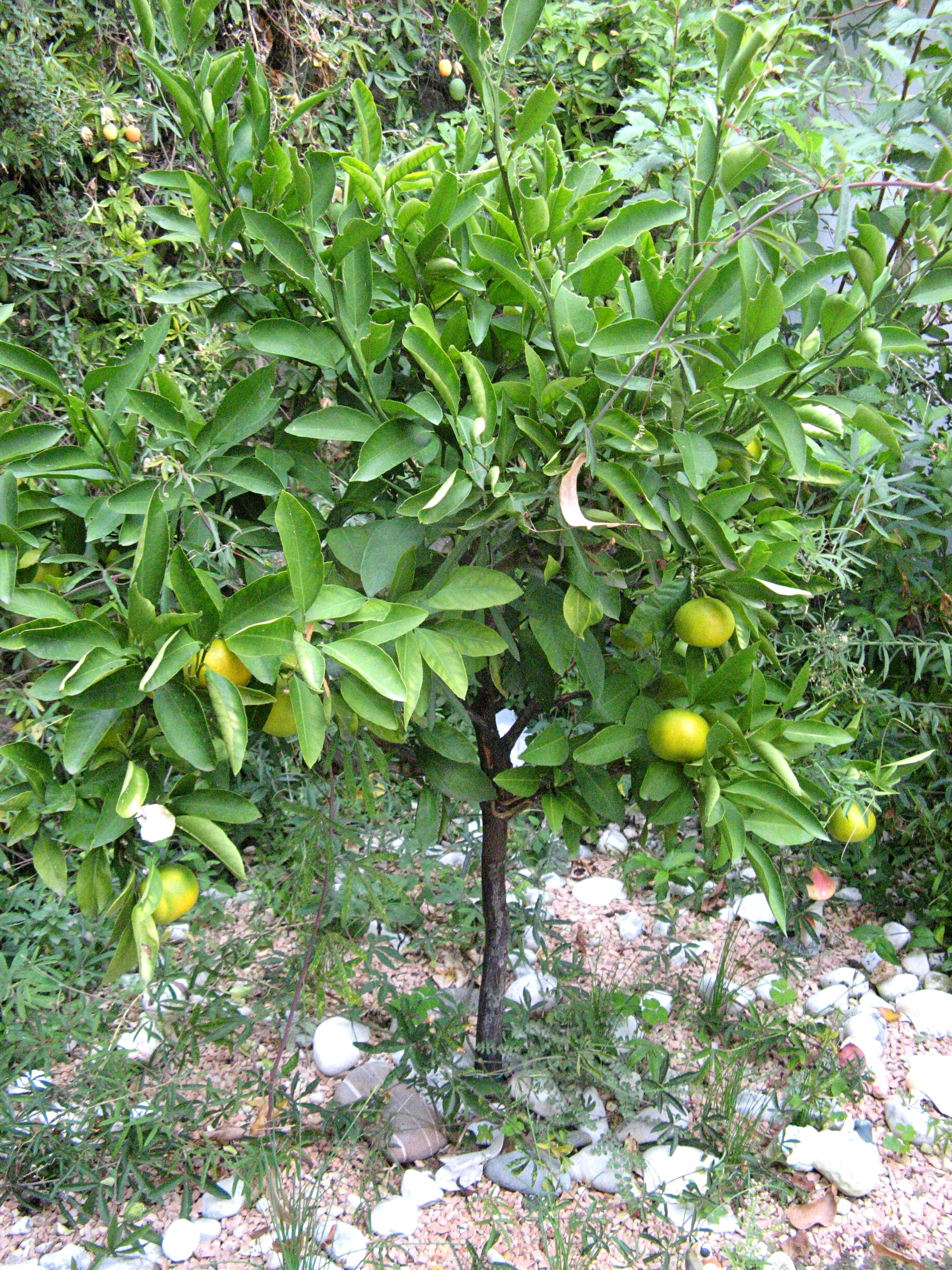
Một cây tangelo con

Tangelo (/ˈtændʒəloʊ/ hoặc /tænˈdʒɛloʊ/) là tên gọi chung để chỉ những loại quả lai giữa cam, quýt và bưởi (kể cả bưởi chùm). Những quả lai đầu tiên được thực hiện bởi tiến sĩ Walter T. Swingle tại Florida (1897) và tiến sĩ Herbert J. Webber tại California (1898). Tên khoa học của nó, Citrus × tangelo, được đặt bởi J. Ingram & H. E. Moore vào năm 1975.
Loại quả lai này có kích thước tương đương một nắm tay người lớn, thịt có vị chua ngọt như quýt. Vỏ có màu cam, khá mỏng. Trong đó, giống tangelo Minneola dễ dàng phân biệt với những giống cam quýt khác nhờ một "cái núm" ở trên đầu.

## Các giống nổi tiếng

### Tangelo Orlando
Tangelo Orlando là quả lai giữa giống bưởi chùm Duncan và giống quýt Dancy, được thực hiện bởi nhà thực vật học người Mỹ W. T. Swingle vào năm 1911. Tangelo Minneola và tangelo Seminole là hai giống anh chị em với Tangelo Orlando, nhưng có khả năng chịu lạnh tốt hơn tangelo Minneola. Quả gần như tròn hoặc dẹt hai đầu, vị khá ngọt, vỏ tuy mỏng nhưng không dễ tách bằng cam. Lá khum lại, trông như hình cái chén; đây là điểm đặc trưng của giống này. Tangelo Orlando được trồng nhiều tại Florida và California.

### Tangelo Minneola
Tangelo Minneola cũng là quả lai giữa bưởi chùm Duncan và quýt Dancy, được công bố vào năm 1931 bởi Bộ Nông nghiệp Hoa Kỳ. Hầu hết quả của giống này đều có một cái núm trên đỉnh đầu, giống như cái chuông nên còn được gọi là honeybell trong tiếng Anh. Quả có màu đỏ cam, dễ tách vỏ, có vị ngọt xen lẫn mùi bưởi; tuy nhiên lại chịu lạnh kém hơn giống tangelo Orlando.

### Các giống khác
Ngoài 2 giống kể trên, còn một số giống tangelo khác như Thornton, Nova, Seminole...

## Tương tác thuốc
Theo các nhà khoa học, bưởi có chứa furanocoumarin - một chất có thể ngăn ngừa quá trình hấp thụ dược phẩm của con người. Tangelo là một giống lai giữa bưởi và quýt, vì vậy câu hỏi đặt ra là liệu nó có chứa vật liệu di truyền từ bưởi hay không, cụ thể là chất furanocoumarin. Các nhà khoa học đã tiến hành thử nghiệm trên 12 quả tangelo và kết luận rằng, không có quả nào trong số chúng có chứa furanocoumarin. Điều này cho thấy, tangelo không có khả năng gây ra bất kỳ sự tương tác thuốc nào như bưởi.